# Usnea

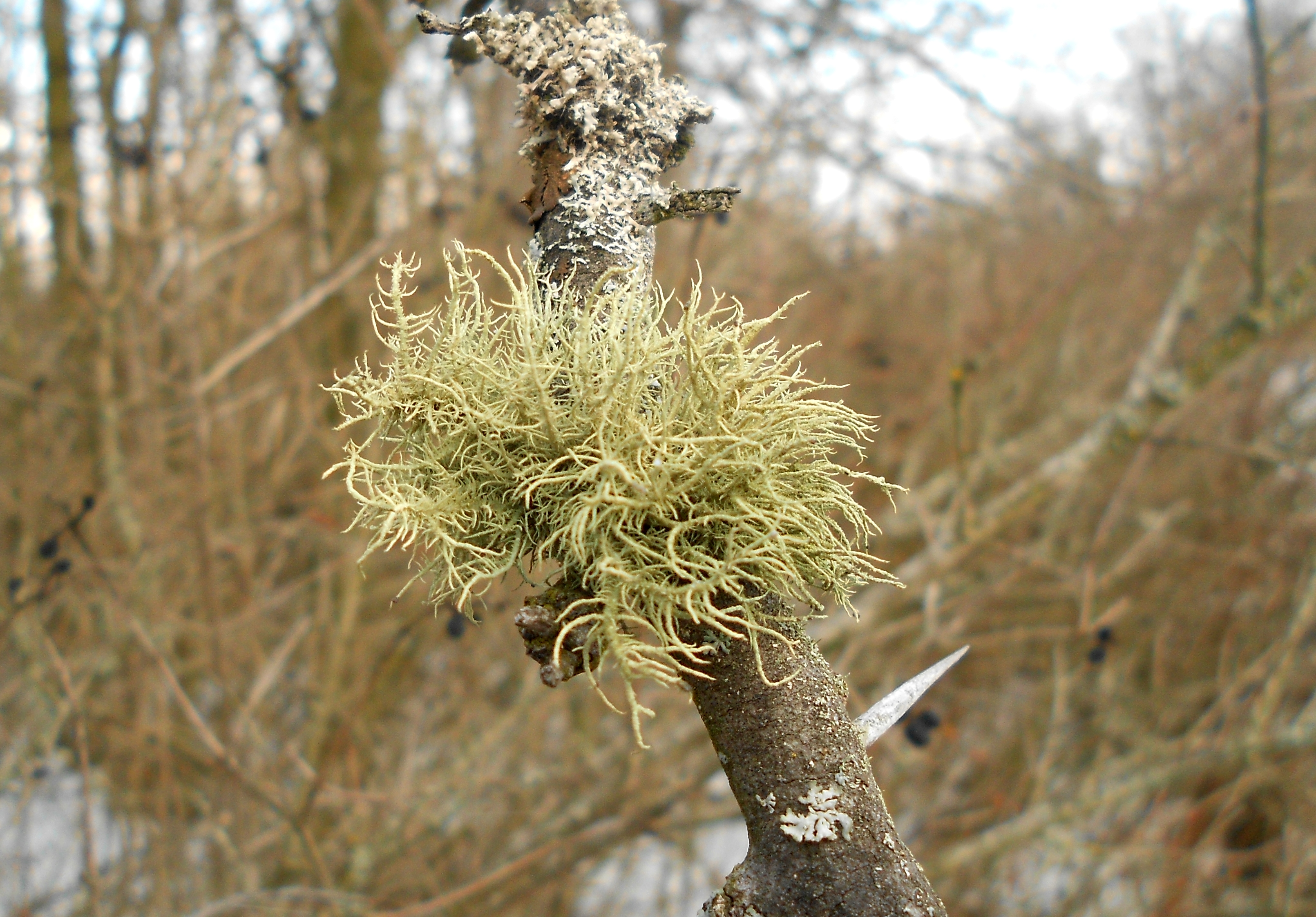
Brodaczka kępkowa

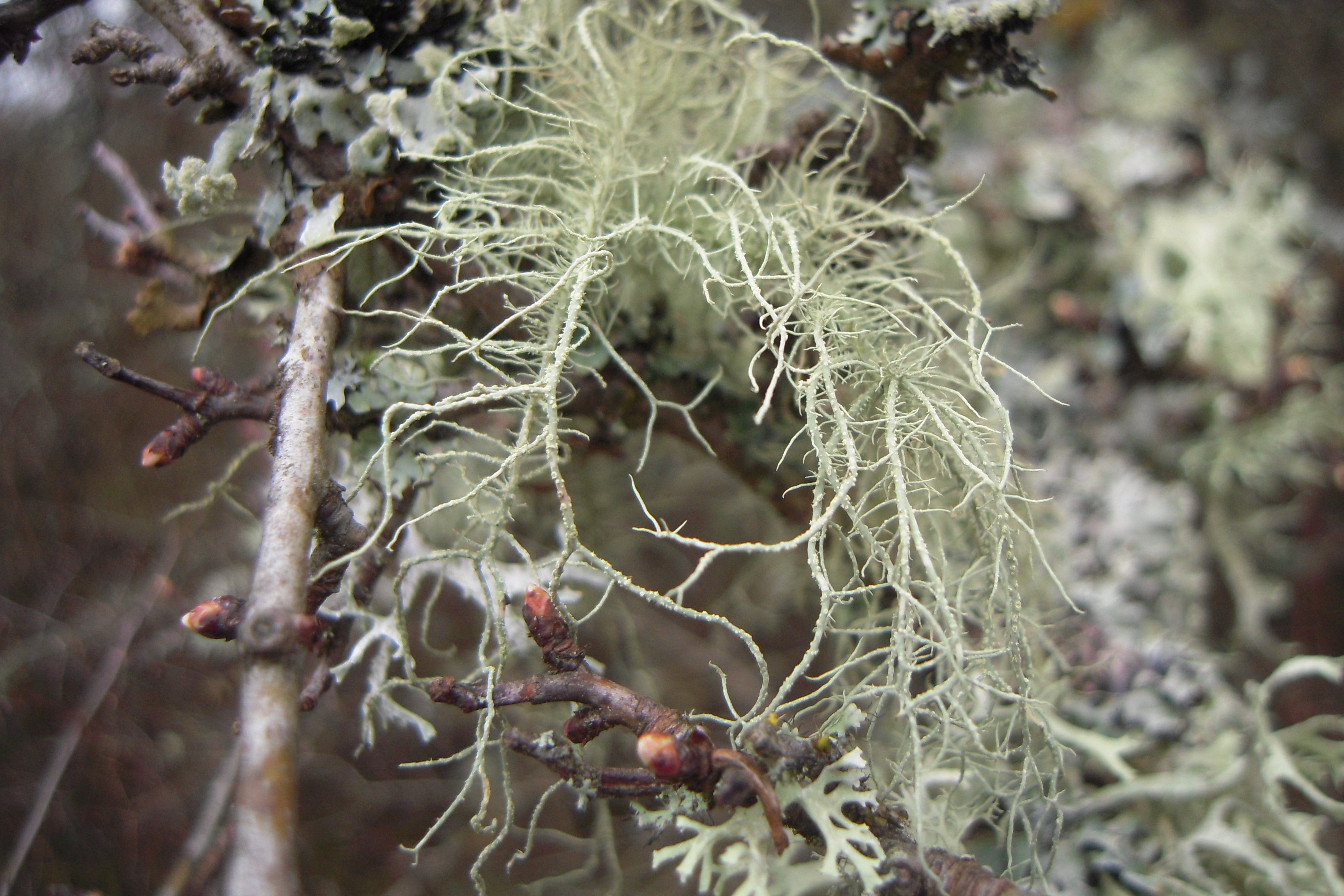
Brodaczka kędzierzawa

Usnea Dill. ex Adans. (brodaczka) – rodzaj grzybów z rodziny tarczownicowatych (Parmeliaceae). Ze względu na współżycie z glonami zaliczany do grupy porostów.

## Systematyka i nazewnictwo
Pozycja w klasyfikacji według Index Fungorum: Parmeliaceae, Lecanorales, Lecanoromycetidae, Lecanoromycetes, Pezizomycotina, Ascomycota, Fungi.
Nazwa polska według Krytycznej listy porostów i grzybów naporostowych Polski.
Synonimy naukowe: Alectoria Link, Eumitria Stirt., Neuropogon Nees & Flot., Usneomyces E.A. Thomas ex Cif. & Tomas:

## Charakterystyka
Rosną na drzewach w lasach. Plecha zwisająca, krzaczkowata lub brodata. Cechuje je duża zmienność i są trudne do oznaczenia. Zanikają z powodu nawet nieznacznych zanieczyszczeń powietrza.

## Gatunki występujące w Polsce
- Usnea barbata (L.) Weber ex F.H. Wigg. 1780[4] – brodaczka właściwa
- Usnea capillaris Motyka 1960[4] – brodaczka włosowata
- Usnea carpatica Motyka 1930[4] – brodaczka karpacka
- Usnea caucasica Vain. 1899[4] – brodaczka kaukaska
- Usnea cavernosa Tuck. 1850 – brodaczka jamkowata
- Usnea ceratina Ach. 1810 – brodaczka rogowata
- Usnea chaetophora Stirt. 1883 – brodaczka gładka
- Usnea cornuta Körb. 1859[4] – brodaczka szydłowata
- Usnea esthonica Räsänen – brodaczka estońska
- Usnea faginea Motyka 1935[4] – brodaczka buczynowa
- Usnea filipendula Stirt. 1881 – brodaczka zwyczajna
- Usnea florida (L.) Weber ex F.H. Wigg. 1780 – brodaczka nadobna
- Usnea foveata Vain. 1928 – brodaczka bruzdkowana
- Usnea fragilescens Hav. ex Lynge 1921 – brodaczka subtelna
- Usnea fulvoreagens (Räsänen) Räsänen 1935 – brodaczka rozpierzchła
- Usnea glabrata (Ach.) Vain. 1915 – brodaczka łysiejąca
- Usnea glabrescens (Nyl. ex Vain.) Vain. 1925 – brodaczka szczelinowata
- Usnea glauca Motyka 1930[5] – brodaczka sztywna
- Usnea hirta (L.) Weber ex F.H. Wigg. 1780 – brodaczka kępkowa
- Usnea lapponica Vain. 1925 – brodaczka sorediowa
- Usnea leucosticta Vain. 1933[4] – brodaczka wybielona
- Usnea neglecta Motyka 1936[4] – brodaczka zaniedbana
- Usnea perplexans Stirt. 1881[1] – brodaczka sitowa (Usnea perplectans[6])[7]
- Usnea plicata (L.) Weber ex F.H. Wigg. 1780 – brodaczka spleciona
- Usnea prostrata Van. ex Räsänen 1921[4] – brodaczka wyprostowana
- Usnea silesiaca Motyka 1930[8] – brodaczka maderska
- Usnea scabrata Nyl. 1875 – brodaczka szorstka
- Usnea subfloridana Stirt. 1882 – brodaczka kędzierzawa
- Usnea wasmuthii Räsänen 1931 – brodaczka Wasmutha

Wykaz gatunków oraz nazwy polskie według W. Fałtynowicza. Nazwy naukowe na podstawie Index Fungorum.
Wszystkie gatunki w Polsce objęte są ochroną gatunkową.
W Polsce wymarły 22 gatunki za , m.in. Usnea longissima Ach. (wg nowych ujęć taksonomicznych Dolichousnea longissima (Ach.)  Articus) – brodaczka najdłuższa, która jeszcze w XX wieku występowała w Tatrach i Puszczy Białowieskiej za . Objęta ochroną gatunkową.